# Pałac w Tolku
Pałac w Tolku  rodu von Tettau – pałac wraz z zespołem parkowym znajdujący się w osadzie Tolko w gminie Bartoszyce w województwie warmińsko-mazurskim. Wybudowany pod koniec XVII wieku w stylu barokowym jako siedziba rodu von Tettau.

## Położenie
Pałac położony jest w Tolku, około 7 km na zachód od Bartoszyc, przy drodze wojewódzkiej nr 512 na odcinku Bartoszyce–Górowo Iławeckie.

## Historia
Pałac w Tolku został wzniesiony w końcu XVII wieku w stylu barokowym przez ród von Tettau. Powstał w miejscu dawnego dworu z połowy XVI (założonego najprawdopodobniej przez twórcę linii Tolko rodu von Tettau – Jana von Tettau), a przy jego budowie częściowo wykorzystano także konstrukcję i pozostałości po dawnym dworze, jak części ściany o konstrukcji szachulcowej czy fragmenty więźby dachowej znajdujące się w zachodniej części pałacu. Budowa pałacu przebiegała w tym samym czasie co budowa całego majątku. Założono wtedy, z wykorzystaniem starego drzewostanu, barokowy park, którego regularny układ nadal pozostaje widoczny oraz infrastrukturę gospodarczą w postaci podwórza gospodarczo-inwentarskiego oraz domów dla pracowników i służby majątku.
Pod koniec XIX wieku przeprowadzono, zachowując pierwotną formę, modernizację budynku. Na zewnątrz ograniczyła się do dobudowania elewacji bocznej od strony wschodniej oraz niewielkiej przybudówki z tarasem do ogrodu. Natomiast we wnętrzach przeprowadzono generalną przebudowę, dzięki czemu uzyskały one cechy stylu późnoklasycystycznego z elementami neobaroku. Zmodernizowano także całe założenie majątkowe i przebudowano park na krajobrazowy oraz wzniesiono domek ogrodnika.
Najwybitniejszą postacią rodu von Tettau, która mieszkała w pałacu był Georg von Tettau (ur. w 1837 – zm. w 1930), feldmarszałek Królestwa Prus i komtura Zakonu Joannitów. Jego herb z krzyżami maltańskimi znajduje się do dzisiaj nad głównym wejściem do pałacu
Pałac i majątek, cały czas będąc siedzibą rodziny von Tettau, przetrwały w tym stanie do II wojny światowej. Po 1945 na terenie majątku utworzono PGR, a sam pałac służył jako biura i mieszkania pracowników. Do lat 80. nieremontowany i niemodernizowany majątek popadał w ruinę. W latach 1983–1988 kierownictwo PGR-u w porozumieniu z wojewódzkim konserwatorem zabytków w Olsztynie przeprowadziło gruntowny remont pałacu. Przeprowadzono wtedy m.in. liczne prace sztukatorskie i odtworzono kominki. Pałac i duża część dawnego majątku, od 1996, znajdują się w rękach prywatnych i utrzymane są w dobrym stanie.

## Architektura
Zespół pałacowy składa się z pałacu o powierzchni 1500 m² oraz 5,5 hektarowego parku krajobrazowego wraz z dwoma stawami. Budowla założona jest na planie prostokąta, jednopiętrowa z wysokim czterospadowym dachem. Pałac jest murowany, tynkowany i dwutraktowy. Od strony elewacji frontowej, gdzie znajduje się także główny podjazd, znajdują się dwa symetryczne, zdobione ryzality, które są zwieńczone barokowymi szczytami. Nad głównym wejściem znajduje się, wyryty w kamieniu, kartusz herbowy rodu von Tettau. W elewacji ogrodowej natomiast znajduje się taras z półkolistymi schodami prowadzącymi do ogrodu z, wzniesioną tu w późniejszym czasie, drewnianą ażurową werandą.
Układ wnętrza jest dwutraktowy z dużym reprezentacyjnym holem i lustrzanymi, ozdobnymi schodami. Zachowały się także drewniane, belkowane i pokryte polichromią, stropy. Posadzka kamienna. Dwa zamurowane (stan z 1983 r.) kominki pochodzą najprawdopodobniej z XVIII w. Blaszana chorągiewka z sylwetką orła oraz napisem febr. anno 1688 przeniesiono została z wieży kościoła w Borkach.

## Zabytek
Zespół pałacowy, jako zabytek o dużym znaczeniu, wpisany jest do rejestru zabytków nieruchomych dwuczęściowo: pałac figuruje pod nr 610 z 20 grudnia 1964, park pod nr 1326 z 18 stycznia 1982.